# Mycetophila fulva
Mycetophila fulva är en tvåvingeart som först beskrevs av Johannes Winnertz 1863.  Mycetophila fulva ingår i släktet Mycetophila och familjen svampmyggor.
Artens utbredningsområde är Schweiz. Inga underarter finns listade i Catalogue of Life.